# Basij

L'emblème des Basidj.

Le Niruyeh Moghavemat Basij (« force de mobilisation de la résistance »), couramment appelé le Bassidj (transcrit aussi en Basij, le mot persan بسيج signifiant « mobilisé »), est une force paramilitaire iranienne qui a été fondée par l'ayatollah Khomeini en novembre 1979 afin de fournir des jeunes volontaires populaires aux troupes d'élite dans la guerre Iran-Irak.

## Présentation
Les bassidjis sont des gens chargés de la sécurité intérieure et extérieure de l'Iran. Ils s'entrainent dans le but de défendre l'Iran. Les bassidjis sont actuellement une branche des gardiens de la révolution islamique. Un membre de cette force est appelé bassidji.

## Recrutement
Au début du régime islamique et de la guerre Iran-Irak, les bassidjis sont recrutés principalement parmi les jeunes adolescents qui s'étaient engagés, pleins d'espoir, dans la révolution, et qui refusent désormais l'usure de l'utopie à l'œuvre dans la majorité de la population, et parmi les jeunes chômeurs. La jeunesse populaire, qui espère une promotion au front ou après, au sein de l'appareil d'État, est nombreuse à s'engager au bassidj. Les bassidjis, qui sont près d'un demi-million à s'être engagés pendant la guerre, ont alors été employés comme chair à canon (ou candidats au chahid). Du fait de ses spécificités (vie sacrifiée à la révolution khomeiniste, aisance relative des Bassidji comparés aux difficultés socio-économiques de l'Iran, cohésion exceptionnelle du groupe, etc.), le Bassidj a pu être qualifié de « contre-société ».
À la fin de la guerre en 1988, le successeur de Khomeini, l'ayatollah Ali Khamenei, décide de ne pas les démanteler et d'en faire une milice chargée de la sécurité intérieure. Celle-ci sert également à encadrer des jeunes majoritairement défavorisés et sans emploi. Au contraire des gardiens de la révolution, leur engagement idéologique est fragile et bon nombre d'entre eux s'engagent pour des raisons uniquement matérielles, car leur statut de bassidji peut leur permettre d'accéder à l'université où des places leur sont réservées. Leurs privilèges sont néanmoins bien moindres que ceux accordés pendant la guerre. En général, les bassidjis ne portent pas d'uniforme militaire et évoluent en civil.

## Organisation
La force Basij constitue la cinquième branche du Corps des gardiens de la révolution islamique. Elle est constituée des brigades « Imam Hossein » et « Imam Ali », qui sont chargées des menaces à la sécurité.
La force Basij est présente dans de nombreuses composantes de la société iranienne, et notamment parmi :
- les élèves du primaire : Basij-e Danesh-Amouzi]
- les étudiants [Basij-e Daneshjouyi]
- la fonction publique (Basij-e Edarii)
- les tribus

Le bureau de Téhéran répertorie également un « Basij des guildes » (Basij-e Asnaf) et un « Basij du travail » (Basij-e Karegaran).

### Commandants
| N° | Portrait | Nom Dates de naissance et de décès     | Prise de fonction | Départ        | Durée du mandat | Réf   |
| -- | -------- | -------------------------------------- | ----------------- | ------------- | --------------- | ----- |
| 1  |          | Amir Majd                              | décembre 1979     | décembre 1981 | 2 ans           |       |
| 2  |          | Ahmad Salek (en) (né en 1946)          | décembre 1981     | février 1984  | 2 ans           |       |
| 3  |          | Mohammad-Ali Rahmani (en) (né en 1943) | 16 février 1984   | Janvier 1990  | 5 ans 11 mois   |       |
| 4  |          | Alireza Afshar (en) (né en 1951)       | 1990              | 1998          | 8 ans           |       |
| 5  |          | Mohammad Hejazi (1956–2021)            | 1998              | 2007          | 9 ans           |       |
| 6  |          | Hossein Taeb (1963-)                   | 2007              | 2009          | 2 ans           | [ 7 ] |
| 7  |          | Mohammad Reza Naqdi (en)               | 2009              | 2016          | 7 ans           |       |
| 8  |          | Gholamhossein Gheybparvar (en)         | 2016              | 2019          | 3 ans           | [ 8 ] |
| 9  |          | Gholamreza Soleimani (en) (1964-)      | 2019              | Actuel        | 4 ans           | [ 9 ] |

## Effectifs
Le général de brigade commandant les Basij, Mohammad Hejazi, estimait le nombre de bassidjis à 10,3 millions en mars 2004 et à 11 millions en mars 2005. Le 14 septembre 2005, il a affirmé que les bassidjis comptaient plus de 11 millions de membres dans le pays. Selon d'autres sources, ils seraient 4 millions. Des sources russes ont affirmé que l'Iran planifiait de créer une troisième force terrestre qui compterait un million de membres des bassidjis. Cependant, ces plans n'ont pas été confirmés par l'Iran.

## Tâches
Les bassidjs constituent une « force d’intervention populaire rapide »[réf. nécessaire]. D'après Mohammad Hejazi pour l'agence de presse Fars : « Parmi les tâches les plus importantes des bassidjis, on compte : la sécurité, le renforcement des infrastructures de développement, l'équipement des bases de résistance, [et] augmenter le nombre d'emplois ». Il a aussi décrit la « prohibition du vice » et la « promotion de la vertu » comme la « politique divine » des bassidjis.
Les bassidjis jouent un rôle décisif auprès du régime théocratique, car toute contestation à l'encontre de son fondement peut aboutir à une intervention de cette milice islamiste. Par exemple, lorsque les étudiants ont manifesté en masse dans la capitale iranienne, la plupart des manifestants, qui scandaient des slogans contre le guide suprême Ali Khamenei, ont été victimes des tortures des bassidjis. Depuis l'accès au pouvoir du pasdaran Mahmoud Ahmadinejad, les bassidjis bénéficient du plein pouvoir sur le plan sécuritaire du pays afin d'empêcher « toute démonstration anti-théocratique ». Lors des manifestations qui ont suivi la réélection contestée d'Ahmadinejad en juin 2009, ils sont soupçonnés d'avoir tiré sur la foule des opposants, provoquant la mort de plusieurs dizaines de manifestants dont Neda Agha-Soltan. D'après l'Institut jordanien de diplomatie et GlobalSecurity.org, ils servent aussi à faire respecter les codes vestimentaires islamiques et d'autres lois iraniennes, et ils ont une branche dans pratiquement toutes les mosquées d'Iran,.

## Au cinéma
- Chroniques d'un Iran interdit, film de Manon Loizeau sorti en 2009[12]
- Bassidji, documentaire réalisé en 2009, présente les bassidjis de l'intérieur.